# ألكسندر لودفيغ
ألكسندر لودفيغ (بالألمانية: Alexander Ludwig) (31 يناير 1984 فالترزهاوزن ألمانيا - ) هو لاعب كرة قدم ألماني يلعب كلاعب وسط.

## وصلات خارجية
ألكسندر لودفيغ على موقع قاعدة بيانات كرة القدم.إي يو (الإنجليزية)
- ألكسندر لودفيغ على موقع بيانات كرة القدم. دي إي (الألمانية)
- ألكسندر لودفيغ على موقع Soccerway.com (الإنجليزية)
- ألكسندر لودفيغ على موقع عالم كرة القدم.نت (الإنجليزية)